# پلیوا
پلیوا (انگلیسی: Pliva) شرکت صنایع داروسازی کروات است، که در سال ۱۹۲۱ تأسیس شد و هم‌اکنون زیرمجموعه‌ای از صنایع دارویی تیوا می‌باشد.